# The Hero's Return
The Hero's Return est une chanson du groupe de rock progressif britannique Pink Floyd. C'est le quatrième ou cinquième titre de l'album The Final Cut (selon la version) paru en 1983. Elle devait en premier lieu paraître sur l'album précédent, The Wall sous le titre "Teacher, Teacher". Elle paraît sur le côté B du single de Not Now John. Cette version dure un petit peu plus longtemps que l'originale. La chanson ne fut jamais jouée en spectacle par aucun membre du groupe.

## Personnel
- Roger Waters - chant, guitare basse, Synthétiseur, guitare acoustique, effets sonores
- David Gilmour - guitare
- Nick Mason - batterie, percussion